# D'Coque
El Centre Nacional Esportiu i Cultural conegut com a d'Coque (en luxemburguès: Coque; en francès: Centre National Sportif et Culturel) és un pavelló esportiu a Kirchberg, un barri de la ciutat de Luxemburg, prop de l'aeroport i al sud de Luxemburg. El seu arquitecte va ser Roger Taillibert. Té una superfície de 4.300 m².
El centre d'esports va començar a ésser construït com una addició a la Piscina Olímpica ja construïda, al final de la dècada de 1990.
D'Coque és el recinte esportiu més gran de Luxemburg, estant capaç de rebre 8.300 persones. Alberga exposicions comercials i esdeveniments esportius sota sostre, com ara bàsquet, handbol, gimnàstica i la lluita lliure. Durant els Jocs dels Petits Estats d'Europa de 2013 a Luxemburg, també altres esports, com ara el voleibol, tennis de taula, i natació van ser disputats en les diferents instal·lacions esportives a d'Coque.